# Dorfstraße 24 (Magdeburg)

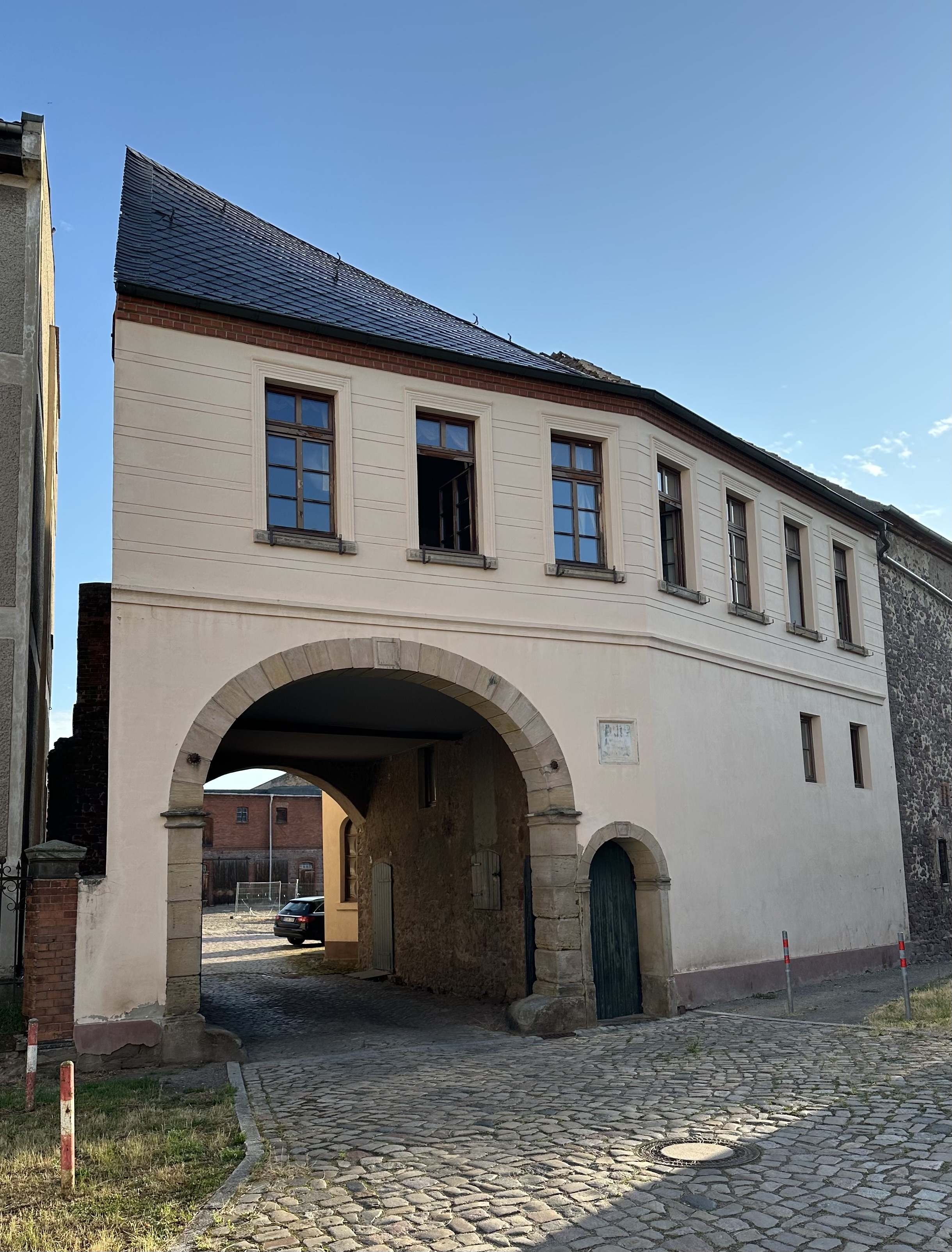
Torhaus des Bauernhofs Dorfstraße 24 im Jahr 2025

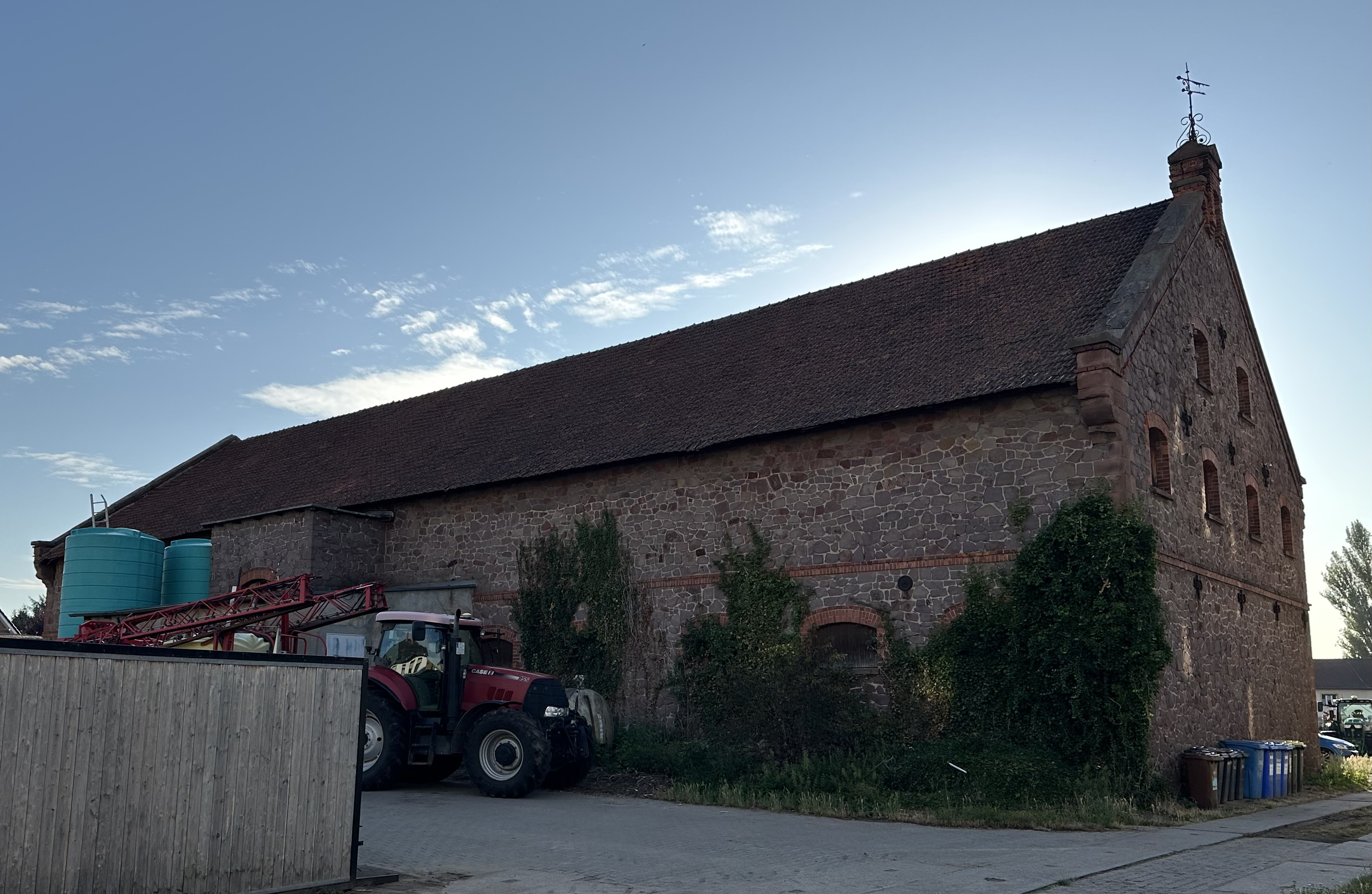
Bruchsteinscheune im Westteil, Blick von Südwesten

Dorfstraße 24 ist ein denkmalgeschützter Bauernhof im Magdeburger Stadtteil Alt Olvenstedt in Sachsen-Anhalt.

## Lage
Der Bauernhof befindet sich im Ortszentrum Alt Olvenstedts, auf der Nordseite der Dorfstraße. Westlich des Grundstücks verläuft die Kurze Gasse. Unmittelbar vor dem Haupteingang des Hofs mündet von Nordosten kommend der Weg Auf der Großen Sülze auf die Dorfstraße.

## Architektur und Geschichte
Der sehr große Vierseitenhof verfügt auf seiner Südseite über ein zweigeschossiges, verputztes Torhaus mit einer großen als Segmentbogen gestalteter Durchfahrt. Rechts der Durchfahrt befindet sich eine kleine Rundbogenpforte. Die Bögen sind aus Sandstein gefertigt und sind in ihrer Erscheinung typisch für Bauten in der Magdeburger Börde. Das Torhaus entstand um 1800, könnte in seinem Kern jedoch deutlich älter sein. Oberhalb des Tors befindet sich eine auf das Jahr 1861 verweisende Inschriftentafel. An das Torhaus schließt sich nach Osten hin eine große Scheune an, die, wie auch das Torhaus, aus Grauwackesteinen errichtet ist.
Im Hof befindet sich das zweigeschossige Wohnhaus, das jedoch stark verändert und heute flach gedeckt ist. Am Gebäude befindet sich aber ein für ein bäuerliches Wohnhaus der Zeit ungewöhnlich reicher Baudekor. Im Erdgeschoss bestehen aufwändig profilierte Fenstergewände sowie ein repräsentativ gestaltetes Portal im spätbarocken Stil. Es verfügt über ein Oberlicht und ist durch eine Inschrift auf das Jahr 1788 datiert. Während das Erdgeschoss aus Bruchsteinen erbaut ist, wurde das Obergeschoss aus Ziegeln errichtet. 
Im westlichen Teil des Hofs steht eine große im späten 19. Jahrhundert aus Bruchsteinen erbaute Scheune. Sie ist mit einem Satteldach bedeckt.
Im Denkmalverzeichnis des Landes Sachsen-Anhalt ist der Bauernhof unter der Erfassungsnummer 094 81898 als Baudenkmal verzeichnet.